# 林靜儀
林靜儀（1974年2月12日—），臺灣政治人物、醫師、時事評論者，民主進步黨籍，現任衛生福利部政務次長，曾任立法委員、民主進步黨立法院黨團副幹事長、無任所大使、民進黨婦女部及國際事務部主任。
2016年以民進黨全國不分區立法委員當選，之後於2022年1月9日代表該黨當選臺中市第二選舉區缺額補選立委。後再獲提名於2024年爭取連任，但最終落選。

## 生平
1974年，林靜儀出生於南投縣鹿谷鄉秀峰村。曾任中山醫學大學附設醫院婦產科主治醫師、台灣女人連線理事。
2007年受婦女團體推薦進了行政院婦權會，經驗體認當組織或政府願意重視婦女或性別平等議題時，執行效率甚佳，促使其要進入體制內做事的決心。
2014年3月24日，原承諾擔任江宜樺內閣的第二屆性別平等委員會委員，但看行政院以暴力驅離反服貿黑箱的抗議學生，在接到聘書後隨即請辭，因為無法容忍自己踏過學生的血走進行政院，卻假裝沒事的討論婦女權益。
2014年5月29日，接任民主進步黨婦女部主任。
2015年民進黨徵召林靜儀為臺中市第五選舉區立法委員，但於2015年7月8日，林靜儀決定退選。禮讓台灣團結聯盟籍劉國隆參選該區，之後民進黨提名林靜儀於全國不分區立法委員第16名並當選。民進黨為打破南投縣長期以來為艱困選區的困境，遂指派林靜儀於南投縣第二選舉區成立服務處，物色在地優秀人才投入地方公共事務，協助推動南投公共事務發展。並協助民進黨籍草屯鎮鎮長洪國浩投入參選南投縣縣長。
2019年2月11日，接任民進黨國際事務部主任。
2020年，取得中山醫學大學醫學研究所博士學位。
2021年11月3日，時任立委陳柏惟被罷免解職後，獲民進黨提名參選臺中市第二選舉區立委補選，隔年1月9日當選；2023年獲提名爭取連任，但敗給前立委顏寬恒。2024年2月1日卸任後，在中山醫學大學附設醫院繼續行醫。
2024年5月20日，出任衛生福利部政務次長。

## 政治立場、問政及相關言論

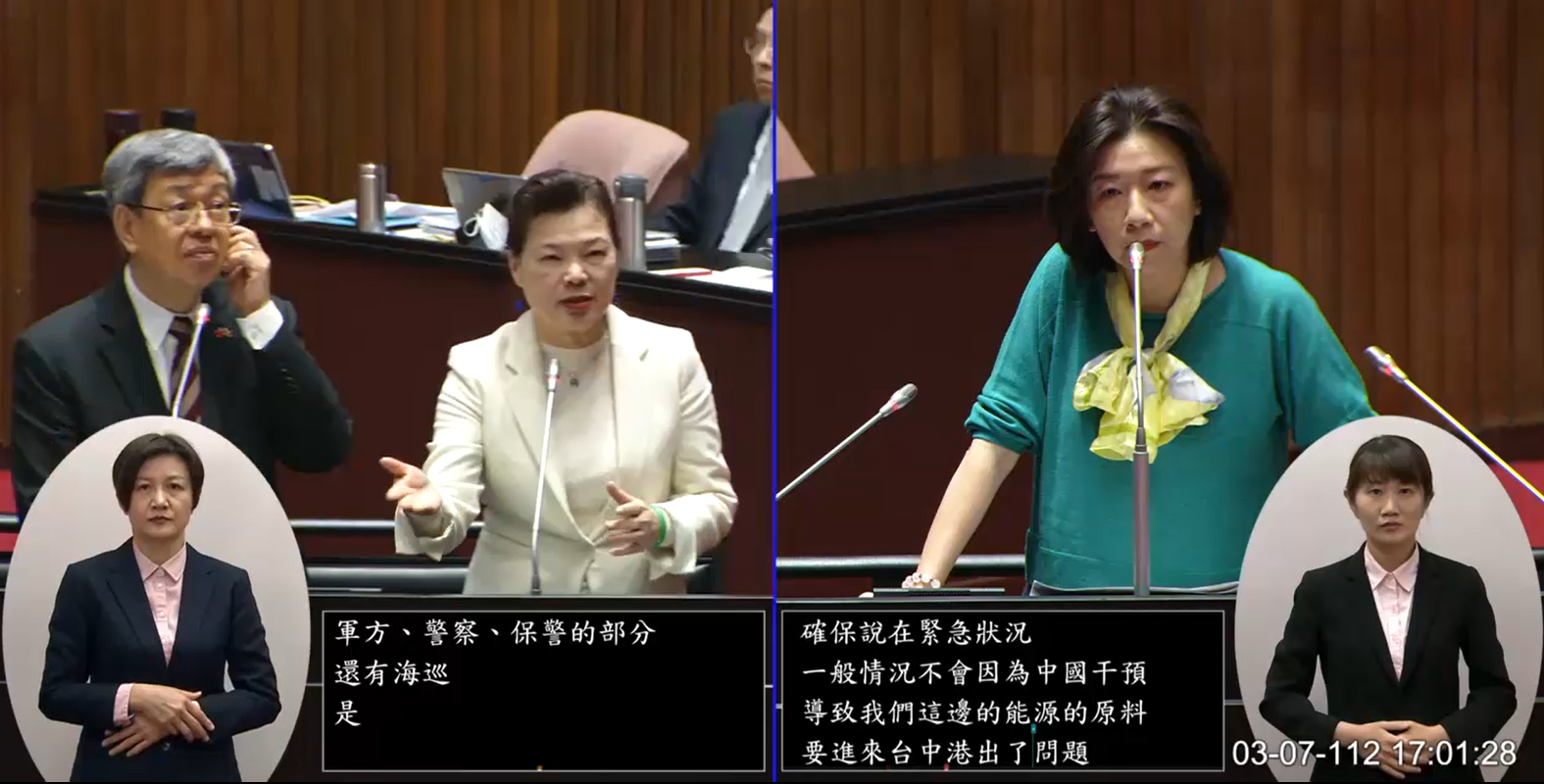
林靜儀於2023年立法院院會質詢行政院院長陳建仁與經濟部部長王美花

- 「台灣無毒世界基金會」多次以其反毒之名與台灣政府合作培育反毒師資並藉機傳遞山達基教思想，引起林靜儀批評。[9]行政院長賴清德因此同意，未來衛福部、教育部在與社團合作時，應了解他們否符合專業，也要用專業評估其教材。[10]

- 2017年9月，成立立法院聯合國永續發展諮詢委員會，由林靜儀擔任會長，並邀請余宛如、Kolas Yotaka、高潞·以用·巴魕剌三位立委擔任副會長，希望在國會建立平台，作為推動聯合國永續發展目標(SDGs）的助力。

- 第九屆立法委員任內，協助向教育部爭取南投縣竹山鎮過溪國小、南投市南投國中、營北國中之操場及排水設施更新，以及名間鄉三光國中管樂隊器材補助等，積極協助地方教育。

### 關注LGBT權益
她支持同性婚姻平權，關注同志人士得到的法律保障問題，於2016年11月曾公開要求法務部長邱太三修法，又於2019年5月17日投票贊成司法院釋字第七四八號解釋施行法草案，使中華民國成為亞洲第一個同性婚姻合法化國家。
另外，2018年9月10日為自殺防治日，林靜儀出席衛福部及自殺防治學會舉行之2018世界自殺防治日記者會時談到「這兩年來國內各種社群媒體上的假訊息，已經高度傷害性傾向少數的孩子，呼籲各單位不能自外於性別平等議題，『自殺防治，不能缺了防止性別霸凌這一塊。』」

### 關注醫療人員在工作場景安全問題
- 2016年7月13日，台中發生護理師遭病患毆打事件，林靜儀呼籲醫療院所「不要再用服務業心態要求醫療人員」，更直言：「醫療人員可受公評的是『專業度是否足夠』，而不是『讓誰覺得滿意』。」[13]

### 強烈主張台灣主權
林靜儀強烈主張台灣主權，不時批評國民黨傾全力與中國大陆合作，用各種方式把台灣鎖進中國大陆。不過，她曾經呼籲被長輩催生的民眾，直接向他們說「再投國民黨，就不生小孩」，引來社會一些批評。

## 爭議
- 2016年7月15日，林靜儀幫睡著的陳明文代按表決器，引發爭議。

- 2016年11月23日中午，司委會突然有約8、9人進入會議室，說要禱告，隨後民進黨立委林靜儀助理在下午到司委會灑符水，遭議事人員制止，引發爭議。林靜儀晚間對於造成議事人員困擾道歉。[16]

- 2018年1月，林靜儀為社福衛環委員會召委，亦擔任台灣地理資訊中心「嘉義智能醫療網絡系統」研究計畫有給職顧問，該中心附上立委當選證書向衛福部申請350萬元補助。林靜儀解釋該中心曾提過希望她擔任指導顧問，但不知會列為有業務費的計畫顧問或把委員當選證書、聘書附在研究計畫的附件中，雙方沒有核對過內容或細節，致出紕漏。[17]

- 2020年1月3日，林靜儀在接受德國之聲採訪時表示「主張與對岸的中國大陸統一可能涉及叛國」。事後引發爭議，東華大學教授施正鋒批評林靜儀說法帶有思想審查意味，又回到威權時代的不安感，林之後辭去蔡英文總統競選辦公室發言人一職[18]。蔡英文在其個人臉書提出，經由民主機制，可以讓台灣人民找到國家認同的最大公約數。她認為中華民國台灣是人民共識所在[19]

- 2021年11月4日，被藍媒指出林靜儀任疫苗救濟審議委員開會僅出席1次，身為預防接種受害救濟審議小組（VICP）委員，今年開會9次卻只出席1次，是24名委員中請假次數最多的一位，遭藍營質疑失去擔任委員的意義。[20]

### 2017－2018年勞基法修正草案風波
2017年底至2018年初，立法院審議勞基法修正草案，當中二修版本給予僱主在僱員權益上較多彈性。林靜儀陷入一些爭議。醫師出身的她，被批評未有支持醫護。有人在網上透露，林靜儀曾經拔掉辦公室電話線，拒絕接聽抗議電話，被揶揄為「林靜音」。另外，物理治療師林長楊在Facebook貼出修法前後比較圖，指出勞工權益在修法後的變化，原意指新法實際執行上台灣勞工不一定行使到法律上所寫的權力，得到一些網民的討論，但林靜儀卻在該圖上紅叉等修改痕跡，「台灣勞工真的很軟」改成「台灣勞工要搞清楚狀況阿」，之後在社交媒體分享。這些做法被一些網民批評，除了指她不應該用他人的圖外，亦指林靜儀對這圖有許多理解錯誤的地方。林長揚之後亦後亦回應林靜儀，指就算新法註明需要經過勞資協商，但台灣勞工權益很弱，又呼籲勞動部進一步函釋和落實勞檢。

### 發表涉港言論被批評
2022年4月初，香港藝人王喜經桃園機場入境台灣，因為檢測過程刺鼻大量出血受傷，事件引起關注。林靜儀在臉書貼上來自香港《明報》網站之截圖，質疑王喜3月30日確診，為何4月3日能入境台灣，懷疑王喜取得之登機前陰性PCR報告，又形容「已知確診個案這樣跑」，令他人暴露在風險當中。
2022年5月的立法院外交及國防委員會會議，林靜儀聲稱香港政府於2012年開始進行內部國民教育洗腦工作，課程讚揚中國共產黨，並以此為基礎，質疑台灣政府在《港版國安法》落實後，因應香港局勢惡化聲援香港人，開放沒有居留資格的港澳居民來台就讀高中之措施。
香港民主黨前區議員賴文輝在2022年5月17日於臉書批評林靜儀以不實信息抹黑香港人，又提及當年香港反國教運動之成功，反駁林靜儀。賴又指，林靜儀早前包場觀看反送中運動紀錄電影《時代革命》，現在卻用假資訊攻擊香港人，虛偽而且令人作嘔。中研院學者吳介民質疑，當初包場電影《時代革命》，只是蹭聲量。「香港前途關注組」亦就林靜儀錯誤指控香港在2012年開始進行內部國民教育洗腦工作發聲明譴責，指有關措施討論應該就國家資源、人口政策等方面作出理性討論，但不應該建基於謊言。前香港立法會議員黃毓民亦批評林靜儀「不諳港情胡說八道」。

## 著作

### 博士論文
- 《未成年母親的教育、勞動參與與經濟 -- 以台灣出生世代研究資料分析》, 2020年, 中山醫學大學醫學研究所.[29]

### 短篇小說
- 《診間裡的女人》（鏡文學，2018年，ISBN 9789869545679）[30]
- 《診間裡的女人2》（鏡文學，2021年，ISBN 9789869950206）[31]

## 選舉紀錄
| 年度 | 選舉屆數             | 選舉區                                 | 所屬政黨   | 得票數    | 得票率 | 當選標記 | 備註   |
| ---- | -------------------- | -------------------------------------- | ---------- | --------- | ------ | -------- | ------ |
| 2016 | 第九屆立法委員選舉   | 全國不分區及僑居國外國民立法委員選舉區 | 民主進步黨 | 5,370,953 | 44.06% |          | [ 32 ] |
| 2022 | 第十屆立法委員補選   | 臺中市第二選舉區                       | 民主進步黨 | 88,752    | 51.83% |          |        |
| 2024 | 第十一屆立法委員選舉 | 臺中市第二選舉區                       | 民主進步黨 | 96,151    | 42.99% |          |        |

## 外部連結
- 林靜儀的Facebook專頁
- 林靜儀的Instagram帳戶
- 林靜儀南投協作平台的Facebook專頁
- 林靜儀的X（前Twitter）
- 國會調查兵團-林靜儀立委影片紀錄 （页面存档备份，存于）
- 立法院 林靜儀委員簡介
- 【作家特寫】林靜儀談《診間裡的女人2》──掙回自己身體的藥方 （页面存档备份，存于）.鏡文學 Mirror Fiction.2018-08-31
- 【鏡文學出版】診間裡的女人：婦產科女醫師從身體的難題帶妳找到生命的出口.鏡文學 Mirror Fiction.2018-08-20